# 부산주교좌성당
부산주교좌성당은 부산광역시 중구 대청동 2가 18에 위치해있는 성공회 부산교구의 주교좌 대성당이다. 대청동성당, 부산대성당이라고도 불린다.
부산대성당은 성공회 부산교구장의 주교좌가 있는 주교좌 성당이고, 현재 교구장은 2012년에 부산교구장에 승좌한 박동신(오네시모) 주교이다.
대성당 건물은 1924년에 지어졌는데, 이는 서울주교좌성당보다 2년 정도 먼저 지어진 것이다. 붉은 벽돌로 이루어진 대성당의 규모는 200m2이고, 스테인레스 재질로 되어있는 종탑이 있다. 대성당의 등록문화재 지정을 문화재청에 신청하였으며, 2013년 10월 29일 등록문화재 제573호로 지정되었다.
대성당 주변에는 천주교 부산교구 주교좌 중앙성당, 부산근대역사관, 한국은행 부산본부, 용두산공원, 금융결제원 부산본부, 광일초등학교 등이 있다.

## 찾아 가는 길
- 부산 도시철도 1호선 중앙역

## 같이 보기
- 대한성공회 부산교구
- 성공회 서울주교좌대성당

## 참고 자료
- 부산주교좌성당 - 국가유산청 국가유산포털
- 이 문서에는 문화재청에서 공공누리 제1유형으로 배포된 자료를 바탕으로 한 내용이 포함되어 있습니다.